# Jordan Dezaria
Pas d'image ? Cliquez ici

a Compétitions nationales et continentales officielles uniquement.

b Matchs officiels uniquement.
Jordan Dezaria, né le 6 novembre 1996 à Avignon, est un joueur français de rugby à XIII évoluant au poste de pilier ou de troisième dans les années 2010. Après avoir été formé à Avignon, il incorpore l'équipe jeunes des Dragons Catalans, fait ses débuts en Super League en 2016 et dispute parallèlement des rencontres avec Saint-Estève XIII Catalan en Championnat de France. Il s'engage ensuite avec Leigh où il est prêté à Oldham et Workington. En 2019, il revient en France en s'engageant à Toulouse puis Saint-Estève XIII Catalan en 2020.
Il est sélectionné en équipe de France pour prendre part à la première édition de Coupe du monde de rugby à 9 en 2019.

## Palmarès
- Collectif : 
  - Finaliste de la Super League : 2021 et 2023 (Dragons Catalans).

### Détails en sélection
| Matchs internationaux de Jordan Dezaria                                 | Matchs internationaux de Jordan Dezaria | Matchs internationaux de Jordan Dezaria | Matchs internationaux de Jordan Dezaria | Matchs internationaux de Jordan Dezaria | Matchs internationaux de Jordan Dezaria | Matchs internationaux de Jordan Dezaria | Matchs internationaux de Jordan Dezaria | Matchs internationaux de Jordan Dezaria | Matchs internationaux de Jordan Dezaria | Matchs internationaux de Jordan Dezaria | Matchs internationaux de Jordan Dezaria |
|                                                                         | Date                                    | Adversaire                              | Résultat                                | Compétition                             | Poste                                   | Points                                  | Essais                                  | Pen.                                    | Drops                                   |                                         |                                         |
| ----------------------------------------------------------------------- | --------------------------------------- | --------------------------------------- | --------------------------------------- | --------------------------------------- | --------------------------------------- | --------------------------------------- | --------------------------------------- | --------------------------------------- | --------------------------------------- | --------------------------------------- | --------------------------------------- |
| 1.                                                                      | 24 octobre 2021                         | Angleterre                              | 10-30                                   | Test-match                              | Pilier                                  | -                                       | -                                       | -                                       | -                                       |                                         |                                         |
| 2.                                                                      | 19 juin 2022                            | Pays de Galles                          | 34-10                                   | Test-match                              | Remplaçant                              | -                                       | -                                       | -                                       | -                                       |                                         |                                         |
| 3.                                                                      | 17 octobre 2022                         | Grèce                                   | 34-12                                   | Coupe du monde                          | Pilier                                  | 4                                       | 1                                       | -                                       | -                                       |                                         |                                         |
| 4.                                                                      | 22 octobre 2022                         | Angleterre                              | 18-42                                   | Coupe du monde                          | Pilier                                  | -                                       | -                                       | -                                       | -                                       |                                         |                                         |
| 5.                                                                      | 30 octobre 2022                         | Samoa                                   | 4-62                                    | Coupe du monde                          | Pilier                                  | -                                       | -                                       | -                                       | -                                       |                                         |                                         |
| Matchs internationaux de Jordan Dezaria sous l'équipe de France de neuf |                                         |                                         |                                         |                                         |                                         |                                         |                                         |                                         |                                         |                                         |                                         |
| 1.                                                                      | 18 octobre 2019                         | Liban                                   | 8-12                                    | Coupe du monde                          | Avant                                   | -                                       | -                                       | -                                       | -                                       |                                         |                                         |
| 2.                                                                      | 19 octobre 2019                         | Pays de Galles                          | 23-6                                    | Coupe du monde                          | Avant                                   | 4                                       | 1                                       | -                                       | -                                       |                                         |                                         |
| 3.                                                                      | 19 octobre 2019                         | Angleterre                              | 4-38                                    | Coupe du monde                          | Avant                                   | -                                       | -                                       | -                                       | -                                       |                                         |                                         |

### En club
| Saison | Club                      | Compétition           | Matchs | Points | Essais | Buts | Drop |
| ------ | ------------------------- | --------------------- | ------ | ------ | ------ | ---- | ---- |
| 2016   | Dragons Catalans          | Super League          | 1      | -      | -      | -    | -    |
| 2017   | Dragons Catalans          | Super League          | 4      | -      | -      | -    | -    |
| 2017   | Saint-Estève XIII Catalan | Championnat de France | 16     | 16     | 4      | -    | -    |
| 2018   | Leigh Centurions          | Championship          | 6      | -      | -      | -    | -    |
| 2018   | Oldham RLFC               | League 1              | 1      | 4      | 1      | -    | -    |
| 2018   | Workington Town           | League 1              | 1      | -      | -      | -    | -    |
| 2019   | Toulouse olympique XIII   | Championship          | 14     | 4      | 1      | -    | -    |
| 2019   | Toulouse élite            | Championnat de France | 3      | 16     | 4      | -    | -    |
| 2020   | Saint-Estève XIII Catalan | Championnat de France | 8      | 4      | 1      | -    | -    |
| 2021   | Saint-Estève XIII Catalan | Championnat de France | 4      | 4      | 1      | -    | -    |
| 2021   | Dragons Catalans          | Super League          | 8      | -      | -      | -    | -    |
| 2022   | Dragons Catalans          | Super League          | 12     | -      | -      | -    | -    |
| 2023   | Dragons Catalans          | Super League          | 5      | -      | -      | -    | -    |